# スクーバ (掃除機)

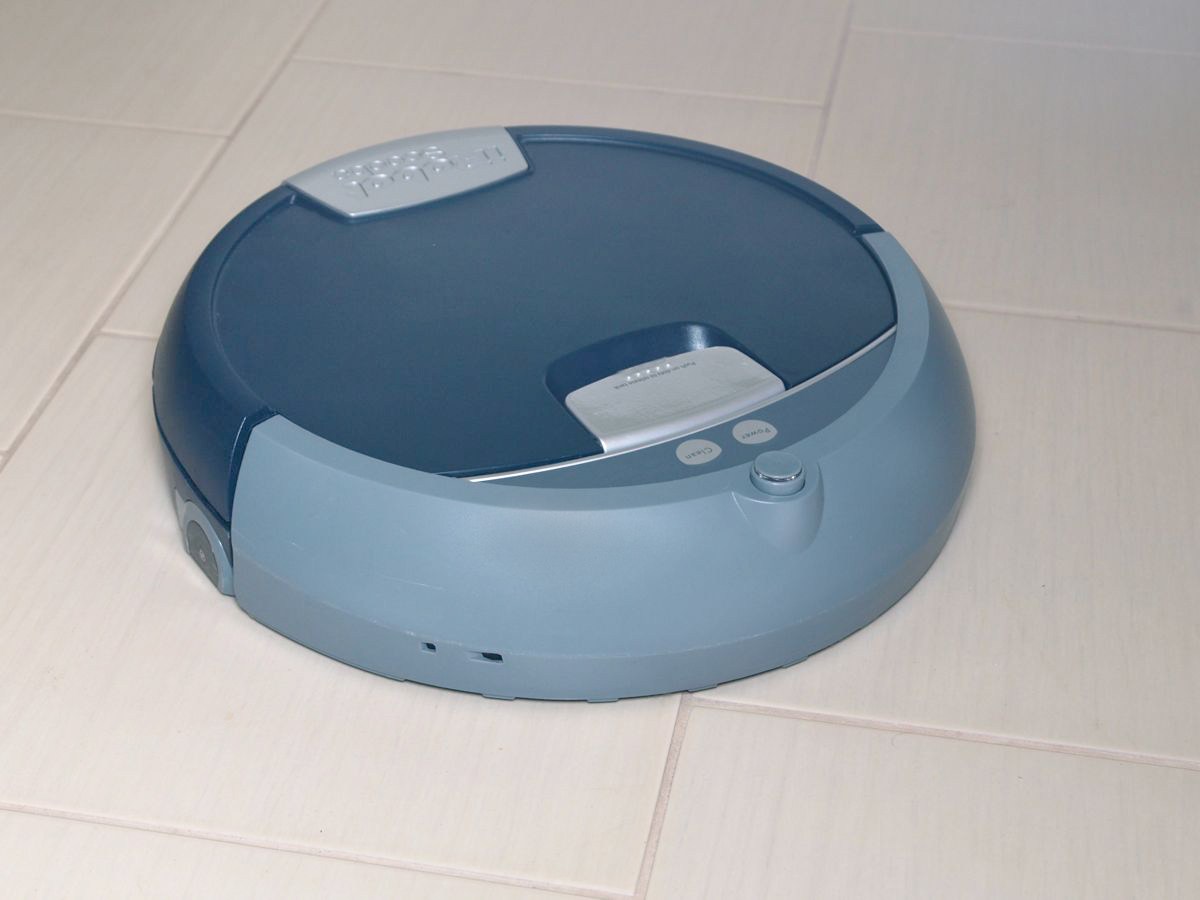
Scooba 380

スクーバ（英: Scooba）は iRobot が開発したフローリングを磨く自動ロボットである。2005年12月のクリスマスシーズンに 399.99ドルでごく少数が販売され、2006年になって本格的な販売が開始された。299ドルのスクーバ5800が2006年後半に登場した。
スクーバはクロロックス社製の漂白剤を使わない特殊な洗浄剤を採用している。ゴミを吸い取り、洗浄液を噴出させ、床をこすり、汚れた洗浄液を吸い取る。堅くて水漏れのしない床面であれば木以外の材質でも使える。ただし、じゅうたんには使えない。スクーバは、じゅうたんや階段を避け、洗浄液をタンクに満たした状態で約200平方フィートを磨くことができる。
iRobot 社はスクーバの前に掃除機ロボットルンバを開発している。

## 詳細
タンクには、約1リットルの水に 2 fl oz の洗浄剤を混合させた洗浄液を入れる。スクーバには、約4回分の床磨きに十分な量の洗浄剤（8 fl oz）が付属している。追加の洗浄剤は 32 fl oz 入りのパックを5個または9個まとめて販売している。主な原料はポリソルベート20（非イオン性界面活性剤）と EDTA である。代替として酢を使うこともできる。
スクーバ5900は一度に約500平方フィートを磨く。スクーバ5800は約250平方フィートである。充電時間は一定しないが、だいたい数時間である。